# Савайи
Савайи (англ. Savai'i) — один из двух крупных островов, входящих в состав Независимого Государства Самоа (южная часть Тихого океана).

## География
Длина острова составляет — около 70 км, ширина — 40 км. Площадь — 1708 км². Южный берег — обрывистый и скалистый, северный — менее рельефен (здесь расположена естественная бухта Матаату). 
В центре острова расположена гора Силисили (1858 метров) — высшая точка государства Самоа, архипелага Самоа, а также занимающая четвёртую строчку в списке высших точек всех островов Тихого океана, входящих в часть света Океания, без учёта Папуа — Новой Гвинеи и Новой Зеландии; и несколько дремлющих вулканов, последнее извержение одного из которых — Матавану — было зарегистрировано с 1905 по 1911 год (в результате образовалась пещера Пеапеа). 
Остров покрыт густой растительностью: платанами, кокосовыми пальмами, цитрусовыми и хлебными деревьями. В восточной части острова на стыке трёх округов (Палаули, Гагаэмауга и Фаасалелеага) находится озеро Матаулано.
На Савайи имеются водопады: Афу-Аау, Му-Пагоа.

## История
Савайи был открыт французским путешественником Жаном Франсуа де Лаперузом. С конца XIX в. вошел в состав Западного (Германского) Самоа.

## Археология
Интерес для историков и археологов всего мира представляет курган Пулемелей, изучение которого началось лишь в XXI веке.

## Административное деление
Из 11 округов Самоа на острове Савайи находится 6:
| № на карте | Округ        | Административный центр | Площадь округа, км² | Население округа, чел. (2006) | Плотность, чел./км² |
| ---------- | ------------ | ---------------------- | ------------------- | ----------------------------- | ------------------- |
| Савайи     |              |                        |                     |                               |                     |
| 6          | Фаасалелеага | Сафотулафаи            | 266                 | 13 404                        | 50,39               |
| 7          | Гагаэмауга¹  | Салеаула               | 223                 | 7 487                         | 33,57               |
| 8          | Гагаифомауга | Аопа                   | 365                 | 4 842                         | 13,27               |
| 9          | Ваисигано    | Асау                   | 178                 | 6 478                         | 36,39               |
| 10         | Сатупаитеа   | Гаутаваи               | 127                 | 5 260                         | 41,42               |
| 11         | Палаули      | Ваилоа и Палаули       | 523                 | 9 082                         | 17,37               |
|            | Всего        |                        | 1708                | 43 103                        | 25,24               |

¹ часть округа расположена на Уполу (включая деревни Саламуму-Уту и Леауваа)

## Население
В 2006 году численность населения острова составляла 43 103 человека. Крупнейшие порты — Салелолога и Асау.